# 2017 au Québec
Cet article traite des événements survenus en 2017 au Québec. 

## Événements

### Janvier
- 4 janvier - Le diocèse catholique de Québec annonce la mise en place d'un plan de réduction du nombre de paroisses en raison de la rareté et de l'âge de ses prêtres. Le nombre de paroisses passera de 188 en 2016 à 130 en 2017 en vue d'atteindre le nombre de 37 en 2020[1].
- 6 janvier - Le Parti québécois lance sa campagne L'Autre 150e, visant à souligner 150 faits historiques des relations entre le Québec et le reste du Canada à l'occasion du 150e anniversaire de la Confédération[2].
- 10 janvier - À la suite du remaniement ministériel fédéral qui l'a vu exclu du Conseil des ministres, Stéphane Dion quitte la vie politique[3].
- 16 janvier - Le premier ministre Philippe Couillard nomme Pierre Moreau président du Conseil du trésor[4].
- 19 janvier - La co porte-parole de Québec solidaire, Françoise David, annonce son retrait de la vie politique[5].
- 24 janvier - Le député caquiste Claude Surprenant est exclu du caucus de la Coalition avenir Québec en raison de dépenses controversées[6].
- 26 janvier - Soupçonné d'attouchements sexuels, le ministre de l'Agriculture, des Pêcheries et de l'Alimentation, Pierre Paradis, fait l'objet d'une enquête et est exclu du caucus du Parti libéral. Laurent Lessard le remplace au ministère[7].
- 29 janvier - Un homme cagoulé pénètre au Centre culturel islamique de Québec et tire sur les personnes assemblées pour la prière du soir. Le bilan est de 6 morts et 19 blessés dont 5 graves. Le tireur, nommé Alexandre Bissonnette est arrêté peu après. Le maire de Québec, Régis Labeaume, se dit atterré par l'événement[8].

### Février
- 5 février - La députée péquiste de Vachon, Martine Ouellet, annonce qu'elle se lance dans la course à la direction du Bloc québécois dont le congrès aura lieu le 22 avril prochain[9].
- 8 février - Un rapport rédigé par le péquiste Paul St-Pierre Plamondon énonce que le Parti québécois est perçu comme un parti « vieillissant et déconnecté »[10].
- 14 février - Le vice-président de l'ancienne commission Bouchard-Taylor, Charles Taylor, n'endosse plus l'une des conclusions du rapport de l'époque. Il ne croit plus que Québec doive légiférer sur l'interdiction du port de signes religieux ostentatoires chez les employés de l'État ayant fonction d'autorité comme les policiers, les juges, les procureurs et les gardiens de prison[11].
- 17 février - Le sociologue Gérard Bouchard, frère de l'ex-premier ministre Lucien Bouchard et ancien vice-président de la commission Bouchard-Taylor, reproche au premier ministre Philippe Couillard de ne pas avoir réglé la question du port des signes religieux dans le sens du rapport de cette commission[12].
- 28 février - L'Assemblée nationale adopte une loi spéciale obligeant les juristes de l'État à rentrer au travail. Ceux-ci étaient en grève depuis le 19 octobre 2016, ce qui en fait la grève la plus longue dans la fonction publique québécoise[13].

### Mars
- 9 mars - L'ancien leader étudiant, Gabriel Nadeau-Dubois, annonce qu'il briguera l'investiture dans Gouin pour Québec solidaire lors des prochaines élections partielles[14].
- 10 mars - Québec et Ottawa concluent une entente sur les prochains transferts en santé et en services sociaux[15].
- 14 mars - Martine Ouellet devient la première femme à être chef du Bloc québécois[16].
- 15 mars - Une tempête de neige bloque 300 véhicules toute une nuit sur l'autoroute 13 dans la région de Montréal[17].
- 17 mars - Une collision entre deux aéronefs au-dessus des Promenades Saint-Bruno à Longueuil fait un mort et trois blessés. L'un des appareils s'est écrasé sur le toit d'un commerce, l'autre dans le stationnement[18].
- 28 mars - Le budget provincial donne un surplus de 2,7 milliards $ pour 2017-2018 avec des revenus de 106,3 milliards $ et des dépenses de 103,7 milliards $. La dette brute est maintenant de 207 milliards $. Au cours de l'année, 9,6 milliards $ seront investis dans les infrastructures. La taxe santé payée en 2016 sera remboursée pour la majorité des contribuables. Une baisse d'impôt de 55 $ est annoncée pour chaque contribuable en 2017. Les dépenses en santé et en éducation seront haussées de 4,2 %[19].
- 30 mars - Reconnu coupable de fraude et de corruption, l'ancien maire de Montréal, Michael Applebaum, est condamné à 12 mois de prison et à 2 ans de probation[20].

### Avril
- 3 avril - La libérale Emmanuella Lambropoulos remporte l'élection partielle fédérale dans Saint-Laurent et succède ainsi à Stéphane Dion, qui a démissionné trois mois plus tôt. Elle a obtenu 59 % des voix[21].
- 13 avril - Québec dépose le projet de loi 128 obligeant les municipalités et les vétérinaires à signaler les chiens dangereux. De plus, les chiens de type «pitbulls» seront désormais interdits[22].
- 22 avril - Michel Côté, Marc Messier et Marcel Gauthier donnent leur dernière représentation de Broue au Centre culturel de l'Université de Sherbrooke. La pièce a été jouée 3322 fois depuis 1979 et est considérée comme le plus grand succès de l'histoire du théâtre québécois[23].
- 27 avril - Le libéral Sam Hamad démissionne en tant que député de Louis-Hébert et annonce qu'il quitte la vie politique[24].

### Mai
- 1er mai - Le salaire minimum augmente de 50 cents à 11,25 $ l'heure[25].
- Début mai - La fonte des neiges et des pluies incessantes sont les causes de plusieurs inondations entre autres en Mauricie, dans les Laurentides et en Outaouais. Les rives du lac Saint-Pierre sont également affectées[26]. 1400 résidences réparties dans 124 municipalités sont touchées[27].
- 5 mai - Les Forces armées canadiennes sont appelées en renfort par le ministre de la Sécurité publique, Martin Coiteux, pour venir en aide aux sinistrés des inondations[28].
- 7 mai - Le maire Denis Coderre décrète l'état d'urgence à la suite des graves inondations dans la région de Montréal. Des évacuations ont lieu[29]. Au Québec, 128 municipalités et plus de 1800 résidences sont maintenant touchées par les inondations[30].
- 10 mai - À cette date, 466 municipalités et 3882 résidences ont été affectées par les inondations. La Gaspésie et la Côte-Nord sont maintenant touchées[31].

- 11 mai - Les Ursulines de Québec annoncent qu'elles quittent le Vieux-Québec où elles habitaient depuis 1639. Elles résideront maintenant à Beauport. Les Ursulines avaient fondé la première école de la Nouvelle-France[32].
- 16 mai - Le député de Gaspé, Gaétan Lelièvre, est évincé du caucus du Parti québécois à cause d'une apparence de conflit d'intérêts[33].
- 17 mai - Montréal est fondée il y a 375 ans. Pour célébrer l'occasion, le pont Jacques-Cartier est mis en lumière. La structure devrait continuer à être illuminée au moins jusqu'en 2027[34].
- 21 mai - Lors de son congrès, Québec solidaire refuse toute idée de convergence avec le Parti québécois[35].
- 27 mai - Andrew Scheer succède à Stephen Harper comme chef du Parti conservateur du Canada[36].
- 29 mai - Le porte-parole de Québec solidaire, Gabriel Nadeau-Dubois, remporte l'élection partielle dans la circonscription provinciale de Gouin[37].

### Juin
- 1er juin - Philippe Couillard annonce son intention de relancer le débat constitutionnel[38].
- 4 juin - Xavier Dolan remporte cinq Prix Iris dont celui du meilleur film (Juste la fin du monde) au 19e gala du cinéma québécois. Le film remporte également le prix de la meilleure réalisation. Mylène Mackay remporte le prix de la meilleure interprétation féminine pour Nelly. Gabriel Arcand remporte l'Iris du meilleur acteur pour Le Fils de Jean. Le film 1:54 remporte le Prix du public[39].
- 6 juin - L'ex président américain Barack Obama prononce une allocution au Palais des congrès de Montréal à l'occasion de la série Leaders internationaux Bell[40].
- 19 juin - Le député conservateur fédéral de Lac-Saint-Jean, Denis Lebel, annonce son retrait de la vie politique[41].

### Juillet
- 1er juillet - Sesquicentenaire de la Confédération canadienne. L'État québécois fête ses 150 ans d'existence[42].
- 13 juillet - La Québécoise Julie Payette est nommée gouverneure générale désignée du Canada[43].
- 16 juillet - Un référendum empêche la création d'un cimetière musulman à Saint-Apollinaire sur la rive sud de Québec. Les musulmans de Québec, qui n'ont pas de cimetière à eux, se disent déçus de cette défaite[44].
- 28 juillet - Québec annonce qu'il met fin à la recherche et à l'exploitation d'hydrocarbures sur l'île d'Anticosti[45].

### Août
- 2 août - Des centaines de migrants illégaux d'origine haïtienne arrivent au Québec en provenance des États-Unis, fuyant les politiques du président américain Donald Trump. Ils sont temporairement logés au Stade olympique de Montréal, en espérant obtenir le statut de réfugié[46].
- 4 août - La ville de Québec vend un terrain à la communauté musulmane de la région pour qu'il leur serve de cimetière. C'est la fin d'une saga[47].
- 20 août - Deux manifestations, l'une contre la politique d'immigration du gouvernement Trudeau et l'autre pour, sont organisées. Celle pour la politique d'immigration est déclarée illégale à la suite des heurts avec les policiers sur la colline parlementaire à Québec[48].
- 22 août - Une tornade s'abat sur Lachute avec des vents de 180 km/h, faisant de nombreux dégâts sur certaines maisons. Une microrafale touche le quartier Notre-Dame-de-Grâce à Montréal, déracinant des arbres plus que centenaires dans un parc de la ville[49].

### Septembre
- 6 septembre - Soupçonnés de harcèlement psychologique, les candidats libéral et caquiste de Louis-Hébert, Éric Tétrault et Normand Sauvageau, se désistent pour l'élection partielle du 2 octobre[50].
- 9 septembre - Jean-François Lisée obtient un vote de confiance de 92,8 % des délégués lors du 17e congrès du Parti québécois, qui se tient au Palais des congrès de Montréal[51].
- 17 septembre - Le nouveau Centre hospitalier de l'Université de Montréal (CHUM) est inauguré[52].
- 25 septembre - La plus grosse cimenterie du Québec est inaugurée à Port-Daniel en Gaspésie. Il s'agit d'un projet controversé car elle sera l'industrie la plus polluante de la province[53].
- 27 septembre - Afin de favoriser la compagnie Boeing, le département américain du Commerce annonce l'imposition de droits compensatoires de 220 % sur les avions de la CSeries, fabriquée par Bombardier. Le premier ministre Couillard demande au gouvernement fédéral de couper tous liens avec Boeing[54].
- Du 27 septembre au 9 octobre - Les championnats du monde de gymnastique artistique ont lieu cette année à Montréal[55].

### Octobre
- 2 octobre - 
  - La caquiste Geneviève Guilbault remporte l'élection partielle de Louis-Hébert. La circonscription échappe aux mains des libéraux pour la première fois depuis 2003[56].
  - L'entreprise québécoise d'alimentation Metro achète les 420 pharmacies Jean Coutu pour la somme de $4,5 milliards[57].
- 4 octobre - Lors d'un débat sur la légalisation de la chasse aux écureuils au Québec, l'analyste politique Luc Lavoie laisse sous-entendre qu'il aurait souhaité pouvoir « faire la chasse aux séparatistes ». Il est finalement suspendu par TVA et fera face à une enquête de la Sûreté du Québec[58].
- 5 octobre - Sol Zanetti, d'Option nationale, et Gabriel Nadeau-Dubois, de Québec solidaire, annoncent la fusion de leurs partis politiques[59].
- 11 octobre - Le premier ministre Philippe Couillard procède à un important remaniement ministériel. Cinq députés deviennent de nouveaux ministres dont Véronyque Tremblay et André Fortin. Robert Poëti revient au Conseil des ministres qui contient maintenant 15 femmes et 17 hommes[60].

- 16 octobre - Airbus et Bombardier annoncent un partenariat pour la CSeries. Airbus sera actionnaire à 50,01 %, Bombardier à 37 % et Investissement Québec à 19 %. Le siège social et la ligne d'assemblage resteront au Québec mais une seconde ligne sera construite à Mobile en Alabama[61].
- 18 octobre -
  - L'émission En mode Salvail est suspendu sur V à la suite de l'annonce que l'animateur Éric Salvail est soupçonné d'inconduites sexuelles[62].
  - Le projet de loi 62 prévoyant que les services publics soient dispensés et reçus à visage découvert est adopté à l'Assemblée nationale[63].
- 19 octobre - 
  - À Montréal, l'homme d'affaires Gilbert Rozon, accusé d'allégations d'agression et d'inconduites sexuelles, quitte ses fonctions entre autres de président du Groupe Juste pour rire. Parmi ses présumées victimes, se trouvent l'animatrice Pénélope McQuade et l'actrice Salomé Corbo[64].
  - À Québec, c'est le populaire animateur de radio Gilles Parent qui est visé par des allégations d'inconduites sexuelles[65].
- 22 octobre - L'animatrice Julie Snyder poursuit Gilbert Rozon pour agression sexuelle[66].
- 23 octobre - Richard Hébert, du Parti libéral du Canada, remporte l'élection partielle fédérale de Lac-Saint-Jean[67].
- 25 octobre - Le député libéral Guy Ouellette quitte temporairement le caucus de son parti à la suite de son arrestation par l'Unité permanente anticorruption. Il est considéré comme suspect dans une affaire de fuite d'informations portant sur le financement du Parti libéral[68].
- 26 octobre - La militante féministe Léa Clermont-Dion accuse le journaliste Michel Venne d'agression sexuelle et porte plainte contre lui[69].
- 29 octobre - Safia Nolin et Patrice Michaud sont les deux interprètes de l'année lors du gala de l'ADISQ. Patrice Michaud reçoit également le prix de chanson de l'année. Daniel Bélanger reçoit aussi deux prix Félix. Leonard Cohen obtient le Félix honorifique à titre posthume[70].

- 31 octobre - Le député Guy Ouellette, à l'Assemblée nationale, déclare avoir été victime d'un coup monté de la part de l'UPAC. Celle-ci nie ces allégations et annonce qu'elle portera bientôt des accusations[71].

### Novembre
- 5 novembre - Élections municipales québécoises de 2017: Valérie Plante devient la première mairesse de Montréal, défaisant ainsi Denis Coderre par 51 % des voix. Denis Coderre annonce de ce fait son retrait de la vie politique municipale[72]. À Québec, Régis Labeaume est réélu haut la main maire par 55 % des voix[73]. À Gatineau, Maxime Pedneaud-Jobin est réélu maire mais, minoritaire, il obtient 45 % des voix.

- 9 novembre - L'ancien chef du Parti québécois, André Boisclair, est arrêté à Québec pour conduite avec facultés affaiblies[74].
- 16 novembre - Le gouvernement dépose le projet de loi 157 créant la Société québécoise du cannabis et réglementant la légalisation de la marijuana qui aura lieu le 1er juillet 2018[75].
- 22 novembre - À la suite de sa demande, Guy Ouellette réintègre après un mois le caucus du PLQ. Pour le moment, aucune accusation n'est portée contre lui[76].
- 25 novembre - Le Parti libéral du Québec célèbre son 150e anniversaire lors d'un congrès à Québec[77].

### Décembre
- 6 décembre - Le député indépendant et ex-caquiste de Groulx, Claude Surprenant, est blâmé publiquement par l'Assemblée nationale à la suite d'une recommandation du Commissaire à l'éthique. Il avait été prouvé qu'il avait utilisé du personnel politique à des fins partisanes. C'est la première fois que l'Assemblée nationale réprimande publiquement l'un de ses pairs à la suite d'une telle recommandation[78].
- 10 décembre - Le gouvernement Couillard annonce son plan de lutte contre la pauvreté. Un revenu minimum garanti est prévu pour les personnes qui ont des contraintes sévères à l'emploi. Des mesures incitatives seront mises en place pour favoriser le retour au travail des assistés sociaux[79].
- 30 décembre: Le journal La Presse livre sa dernière édition papier après 133 ans de publication, terminant sa conversion vers une application pour tablette tactile intitulée La Presse+[80].

## Décès
- 1er janvier - Yvon Dupuis (homme politique) (º 11 octobre 1926)
- 4 janvier - Hervé Brousseau (chansonnier, comédien, réalisateur) (º 5 février 1937)
- 5 janvier - Guy Corneau (psychanalyste, écrivain) (º 13 janvier 1951)
- 27 février - Pierre Pascau (animateur radio) (º 10 mai 1938)
- 8 mars - Luc Cousineau (auteur-compositeur-interprète) (º 19 septembre 1944)
- 15 mars - Laurent Laplante (journaliste) (º 3 mars 1934)
- 21 mars- Guy Bisaillon (homme politique) (º 21 juillet 1939)
- 26 mars - Benoît Girard (acteur) (º 26 janvier 1932)
- 28 mars - Janine Sutto (actrice) (º 20 avril 1921)
- 2 avril - André Drouin (en) (homme politique) (º 1947)
- 20 avril - Paul Hébert (acteur) (º 28 mai 1924)
- 23 mai - Nicole Leblanc (actrice) (º 2 septembre 1941)
- 27 juin - Alain Bouchard (journaliste) (º 1946)
- 30 juin - Gilles Sioui (auteur-compositeur-interprète) (º 15 février 1957)
- 28 juillet - Maurice Filion (entraîneur et directeur-gérant au hockey) (º 12 février 1932)
- 3 août - 
  - Jacques Daoust (homme politique) (º 17 février 1948)
  - Laurent Lavigne (enseignant, agriculteur et homme politique)  (º 10 août 1935)
- 5 août - Victor Désy (comédien) (º 8 juin 1932)
- 11 août - Septimiu Sever (comédien) (º 30 avril 1926)
- 21 août - Réjean Ducharme (écrivain) (º 12 août 1941)
- 23 août - Jean Mathieu (comédien) (º 9 juin 1924)
- 31 août - Monique Aubry (actrice) (º 13 octobre 1921)
- 1er septembre - Jérôme Choquette (homme politique) (º 25 janvier 1928)
- 9 septembre - Tex Lecor (chanteur et peintre) (º 10 juin 1933)
- 30 septembre - Raymond Lebrun (journaliste sportif et historien de la seconde guerre mondiale) (º 11 septembre 1932)
- 23 novembre - François Aquin (homme politique) (º 6 mars 1929)
- 26 novembre - Patrick Bourgeois (musicien,auteur,compositeur, interprète) (º 16 juin 1962)
- 18 décembre - Yves Trudeau (sculpteur) (º 3 décembre 1930)
- 29 décembre - Guy Joron (homme d'affaires et homme politique) (º 2 juin 1940)